# 「ドラゴンボール」「ドラゴンボールZ」大全集
「ドラゴンボール」「ドラゴンボールZ」大全集（ドラゴンボール ドラゴンボールゼット だいぜんしゅう）は、テレビアニメ『ドラゴンボール』、『ドラゴンボールZ』関連の楽曲を収めたCD-BOXのタイトル。

## 概要
- 1994年4月1日に日本コロムビアより発売された。
- 『ドラゴンボール』シリーズ8年間のアニメの数々の主題歌、イメージソング、BGMの中からあわせてセレクト収録している。
- 付属している解説書には音楽担当の菊池俊輔、選曲担当の宮下滋のインタビューなどが収録されている。
- 「サブタイトル１」および「さよならの戦士たち」の最後の次回予告BGMは実際に作品に使用されたものとは別のバージョンが収録されている。

## 収録曲

### DISC 1
1. 魔訶不思議アドベンチャー![注 1]
歌：高橋洋樹
作詞：森由里子 / 作曲：いけたけし / 編曲：田中公平
テレビアニメ『ドラゴンボール』 オープニングテーマ
2. Mr.ドリームを探せ
歌：橋本潮
作詞：森由里子 / 作曲：いけたけし
3. 青き旅人たち
歌：高橋洋樹
作詞：森由里子 / 作曲：いけたけし
4. 不思議ワンダーランド
歌：Wonderland Gang
作詞：吉田健美 / 作曲：いけたけし
5. 武天老師の教え
歌：亀仙人（宮内幸平）
作詞：吉田健美 / 作曲：菊池俊輔
6. 孫悟空ソング
歌：孫悟空（野沢雅子）
作詞：河岸亜砂 / 作曲：菊池俊輔
7. ウルフハリケーン
歌：ヤムチャ（古谷徹）
作詞：井上敏樹 / 作曲：いけたけし
8. 風を感じて
歌：Wonderland Gang
作詞：吉田健美 / 作曲：いけたけし
9. めざせ天下一
歌：高橋洋樹
作詞：吉田健美 / 作曲：いけたけし
10. 夢をおしえて
歌：橋本潮
作詞：森由里子 / 作曲：いけたけし
11. レッド リボン アーミー
歌：Wonderland Gang
作詞：吉田健美 / 作曲：いけたけし
12. 初恋は雲にのって
歌：山野さと子
作詞：森由里子 / 作曲：いけたけし
13. 燃えるハートで～レッドリボン軍をやっつけろ～ （ レッドリボン軍をやっつけろ ）
歌：Wonderland Gang
作詞：吉田健美 / 作曲：いけたけし
14. 悟空のgokigenジャーニー
歌：孫悟空（野沢雅子）
作詞：森由里子 / 作曲：いけたけし
15. ドラゴンボール伝説
歌：高橋洋樹
作詞：泉鬼角 / 作曲：いけたけし
16. ロマンティックあげるよ
歌：橋本潮
作詞：吉田健美 / 作曲：いけたけし
テレビアニメ『ドラゴンボール』 エンディングテーマ
17. 魔訶不思議アドベンチャー （ニュー・リミックス・ロング・バージョン ）
歌：高橋洋樹
作詞：森由里子 / 作曲：いけたけし

### DISC 2
1. 魔訶不思議アドベンチャー!（TVサイズ）
歌：高橋洋樹
作詞：森由里子 / 作曲：いけたけし
テレビアニメ『ドラゴンボール』 オープニングテーマ
2. たびだち 
作曲：菊池俊輔
3. 魔訶不思議アドベンチャー！ （instrumental） 
作詞：森由里子 / 作曲：いけたけし
4. セクシー・ギャル・ブルマ 
作曲：菊池俊輔
5. ドラゴンボールの謎 
作曲：菊池俊輔
6. ファンキー亀仙人 
作曲：菊池俊輔
7. 大荒野 
作曲：菊池俊輔
8. 妖怪出没 
作曲：菊池俊輔
9. 野心 
作曲：菊池俊輔
10. 危険がいっぱい 
作曲：菊池俊輔
11. 神龍出現 
作曲：菊池俊輔
12. ピラフとその部下 
作曲：菊池俊輔
13. 野性の少年 
作曲：菊池俊輔
14. 亀仙流の厳しい修行 
作曲：菊池俊輔
15. 第二十一回天下一武道会 
作曲：菊池俊輔
16. 赤いリボン 
作曲：菊池俊輔
17. 光るブルーの眼 
作曲：菊池俊輔
18. 殺し屋”桃白白” 
作曲：菊池俊輔
19. カリン塔のカリン様 
作曲：菊池俊輔
20. 第二十二回天下一武道会 
作曲：菊池俊輔
21. ピッコロ大魔王の恐怖 
作曲：菊池俊輔
22. 亀仙人最後の魔封波  
作曲：菊池俊輔
23. 孫悟空の逆襲 
作曲：菊池俊輔
24. 波乱の天下一武道会 
作曲：菊池俊輔
25. 因縁の対決！悟空とピッコロ 
作曲：菊池俊輔
26. ドラゴンボールの贈り物 
作曲：菊池俊輔
27. ロマンティックあげるよ（TVサイズ）
歌：橋本潮
作詞：吉田健美 / 作曲：いけたけし

### DISC 3
1. CHA-LA HEAD-CHA-LA
歌：影山ヒロノブ
作詞：森雪之丞 / 作曲：清岡千穂
テレビアニメ『ドラゴンボールZ』 オープニングテーマ
2. あいつは孫悟空
歌：影山ヒロノブ、Waffle
作詞：森雪之丞 / 作曲：清岡千穂
3. 燃えろ!ドラゴン・ソルジャーズ
歌：織田純一郎
作詞：森雪之丞 / 作曲：池毅
4. 天下一ゴハン
歌：孫悟飯（野沢雅子）
作詞：岩室先子 / 作曲：池毅
5. ピッコロさんだ～いすき♥
歌：孫悟飯（野沢雅子）
作詞：谷穂チロル / 作曲：池毅
6. 戦（i・ku・sa）
歌：影山ヒロノブ
作詞：佐藤大 / 作曲：池毅
7. まるごと （ ニュー・リミックス・ロング・バージョン ）
歌：影山ヒロノブ、Ammy
作詞：佐藤大 / 作曲：清岡千穂
8. ソリッドステート・スカウター 
作曲：岩﨑文紀
テレビアニメ『ドラゴンボールZ たったひとりの最終決戦〜フリーザに挑んだZ戦士 孫悟空の父〜』 挿入曲
9. 光の旅
歌:影山ヒロノブ、KUKO（Waffle）
作詞：佐藤大 / 作曲：清岡千穂
10. 「ヤ」なことには元気玉!!
歌：影山ヒロノブ
作詞：佐藤大 / 作曲：清岡千穂
11. とびっきりの最強対最強
歌：影山ヒロノブ、Ammy
作詞：佐藤大 / 作曲：清岡千穂
12. Hero（キミがヒーロー）
歌：影山ヒロノブ、YUKA
作詞：佐藤大 / 作曲：清岡千穂
13. Girigiri－世界極限－
歌：影山ヒロノブ、YUKA
作詞：佐藤大 / 作曲：清岡千穂
14. 青い風のhope
歌：影山ヒロノブ
作詞：佐藤大 / 作曲：清岡千穂
テレビアニメ『ドラゴンボールZ 絶望への反抗!!残された超戦士・悟飯とトランクス』 エンディングテーマ
15. バーニング・ファイト～熱戦・烈戦・超激戦～
歌：影山ヒロノブ、YUKA
作詞：佐藤大 / 作曲：清岡千穂
劇場版『ドラゴンボールZ 燃えつきろ!!熱戦・烈戦・超激戦』 エンディングテーマ
16. でてこいとびきりZENKAIパワー!
歌：MANNA
作詞：荒川稔久 / 作曲：池毅
テレビアニメ『ドラゴンボールZ』 エンディングテーマ
17. WE GOTTA POWER
歌：影山ヒロノブ
作詞：森雪之丞 / 作曲・編曲：石川恵樹
18. 僕達は天使だった
歌：影山ヒロノブ
作詞：森雪之丞 / 作曲：池毅

### DISC 4
1. CHA-LA HEAD-CHA-LA（TVサイズ） 
歌：影山ヒロノブ
作詞：森雪之丞 / 作曲：清岡千穂
テレビアニメ『ドラゴンボールZ』 オープニングテーマ
2. プロローグ & サブタイトル1
作曲：清岡千穂
3. かつてない恐怖 
作曲：菊池俊輔
4. あの世でファイト!
作曲：菊池俊輔
5. 孫悟飯とピッコロ大魔王 
作曲：菊池俊輔
6. サイヤ人来たる!!
作曲：菊池俊輔
7. 天下分け目の超決戦!!
作曲：菊池俊輔
8. 暗雲うずまくナメック星 
作曲：菊池俊輔
9. 間にあえ!!ななつのドラゴンボール 
作曲：菊池俊輔
10. 恐怖のギニュー特戦隊 
作曲：菊池俊輔
11. 怪物フリーザ VS 伝説の超サイヤ人 
作曲：菊池俊輔
12. 消えるナメック星と希望 
作曲：清岡千穂
13. 未来から来た少年 
作曲：菊池俊輔
14. 人造人間 街へ･･･
作曲：菊池俊輔
15. 阻止せよ!セルの完全体 
作曲：菊池俊輔
16. 死を呼ぶセルゲーム 
作曲：菊池俊輔
17. 大団円～もうひとつの結末 
作曲：菊池俊輔
18. さよならの戦士たち 
作曲：清岡千穂
19. でてこい とびきりZENKAIパワー!（TVサイズ）
歌：MANNA
作詞：荒川稔久 / 作曲：池毅
20. WE GOTTA POWER（TVサイズ）
歌：影山ヒロノブ
作詞：森雪之丞 / 作曲：石川恵樹
21. プロローグ & サブタイトル2 
作曲：石川恵樹
22. ニューヒーロー登場 
作曲：菊池俊輔
23. Angel
作曲：池毅
24. 再開!天下一武道会 
作曲：菊池俊輔
25. 正義を愛する者!
作曲：石川恵樹
26. 僕達は天使だった（TVサイズ）
歌：影山ヒロノブ
作詞：森雪之丞 / 作曲：池毅

### DISC 5
1. 魔訶不思議アドベンチャー![注 1] （TVサイズ/instrumental） 
作詞：森由里子 / 作曲：いけたけし
2. 神龍の伝説 
作曲：菊池俊輔
3. 魔神城ねむり姫 
作曲：菊池俊輔
4. 摩訶不思議大冒険[注 1] （組曲 ） 
作曲：菊池俊輔
5. ロマンティックあげるよ （TVサイズ/instrumental） 
作詞：吉田健美 / 作曲：いけたけし
6. CHA-LA HEAD-CHA-LA （組曲） 
作詞：森雪之丞 /  作曲：清岡千穂
7. ドラゴンボールＺ （組曲） 
作曲：菊池俊輔
8. 《組曲》「この世で一番強いヤツ」 
作曲：菊池俊輔
9. 《組曲》「地球まるごと超決戦」 
作曲：菊池俊輔
10. 《組曲》「超サイヤ人だ孫悟空」 
作曲：菊池俊輔
11. 《組曲》「とびっきりの最強対最強」 
作曲：菊池俊輔
12. 激突!!１００億パワーの戦士たち 
作曲：菊池俊輔
13. 《組曲》「極限バトル！！三大超サイヤ人」 
作曲：菊池俊輔
14. 燃えつきろ!!熱戦・烈戦・超激戦 
作曲：菊池俊輔
15. 銀河ギリギリ!!ぶっちぎりの凄い奴 
作曲：菊池俊輔
16. 銀河を超えてライジング・ハイ
歌：影山ヒロノブ
作詞：佐藤大 / 作曲：清岡千穂